# Melanophilharmostes tuber
Melanophilharmostes tuber is een keversoort uit de familie Hybosoridae. De wetenschappelijke naam van de soort is voor het eerst geldig gepubliceerd in 2022 door Grebennikov.